# 贝尼托·埃利萨尔德
贝尼托·埃利萨尔德（西班牙語：Benito Elizalde，1961年10月15日—），西班牙男子赛艇运动员。他曾代表西班牙参加世界赛艇锦标赛，获得一枚金牌和二枚铜牌，均来自男子轻量级八人单桨有舵手项目。